# Hypolycaena thecloides
Hypolycaena thecloides är en fjärilsart som beskrevs av Felder 1860. Hypolycaena thecloides ingår i släktet Hypolycaena och familjen juvelvingar. Inga underarter finns listade i Catalogue of Life.

## Bildgalleri

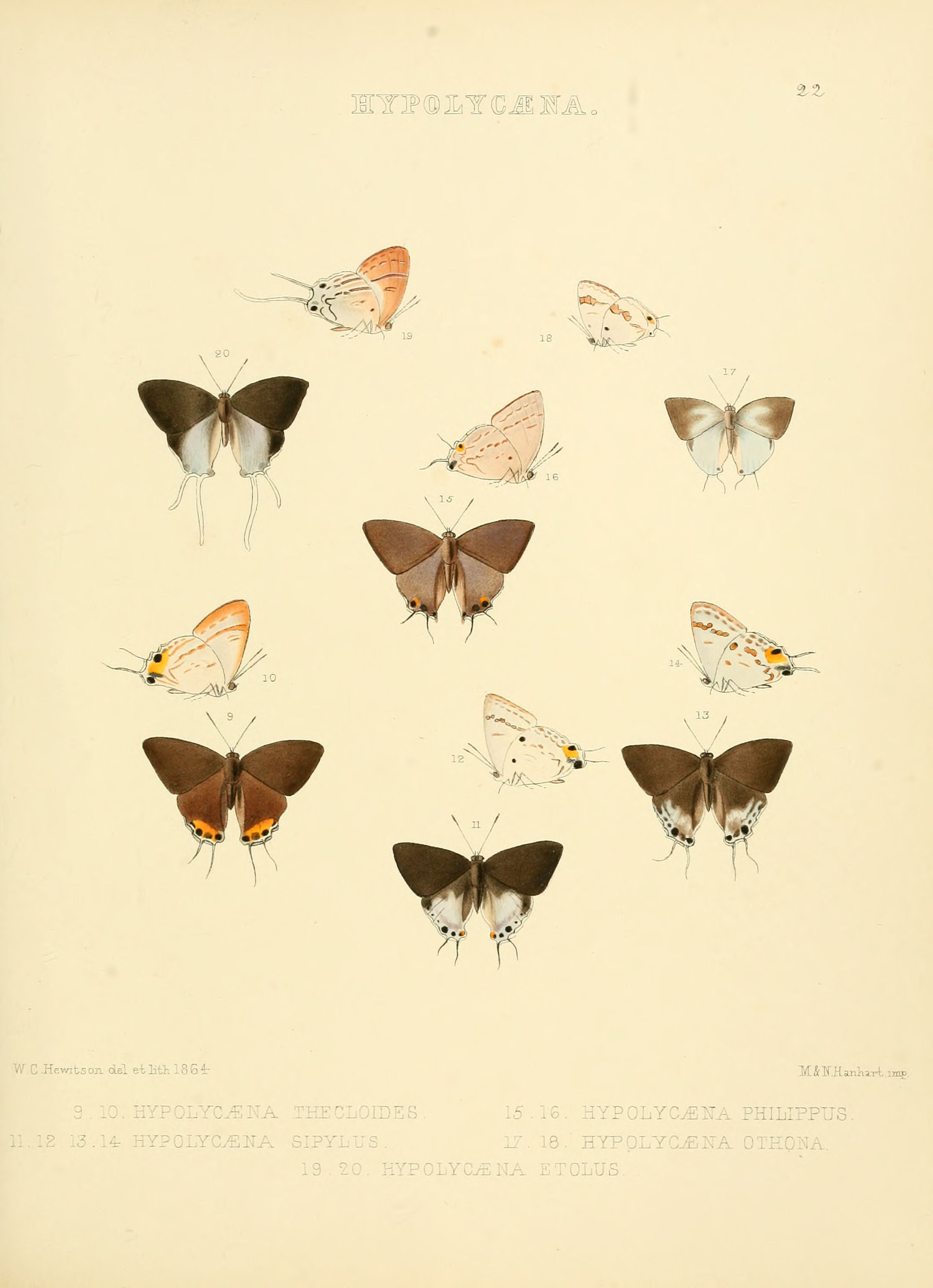